# Маріїнськ
Марії́нськ (рос. Мариинск) — місто, центр Маріїнського округу Кемеровської області, Росія.

## Географія
Маріїнськ розташований на лівому березі річки Кія (притоці річки Чулима, басейн річки Обі), за 178 км від Кемерова.

## Населення
Населення — 40526 осіб (2010; 42977 у 2002).

## Господарство
У економіці міста домінують лікеро-горілчана та залізнична галузі.

## Маріїнськлаг
На території міста знаходились концентраційні табори «Маріїнськлаг» ГУЛАГу. Концтабори були розташовані в районі міста Маріїнськ та його околиць. Вони належали до «Сиблагу» під номером ч. 247. В'язні працювали на різних роботах, головним чином на ливарному заводі, у копальнях золота, лісорозробках та в сільському господарстві. Відомо про існування 16 окремих концтаборів, з яких 2 — жіночі.
У «Маріїнськлагу» відбували покарання відомі українські діячі: Патріарх Йосип Сліпий, Володимир Старосольський, Микола Ґалаґан, Тодор Гавриленко та ін.

## Персоналії
У місті народилися:
- Трембачев Олександр Федорович (1910—2001) — український геодезист.
- Кузьмін Геннадій Павлович (1948—2020) — радянський та український шахіст і тренер, міжнародний гросмейстер.

## Галерея

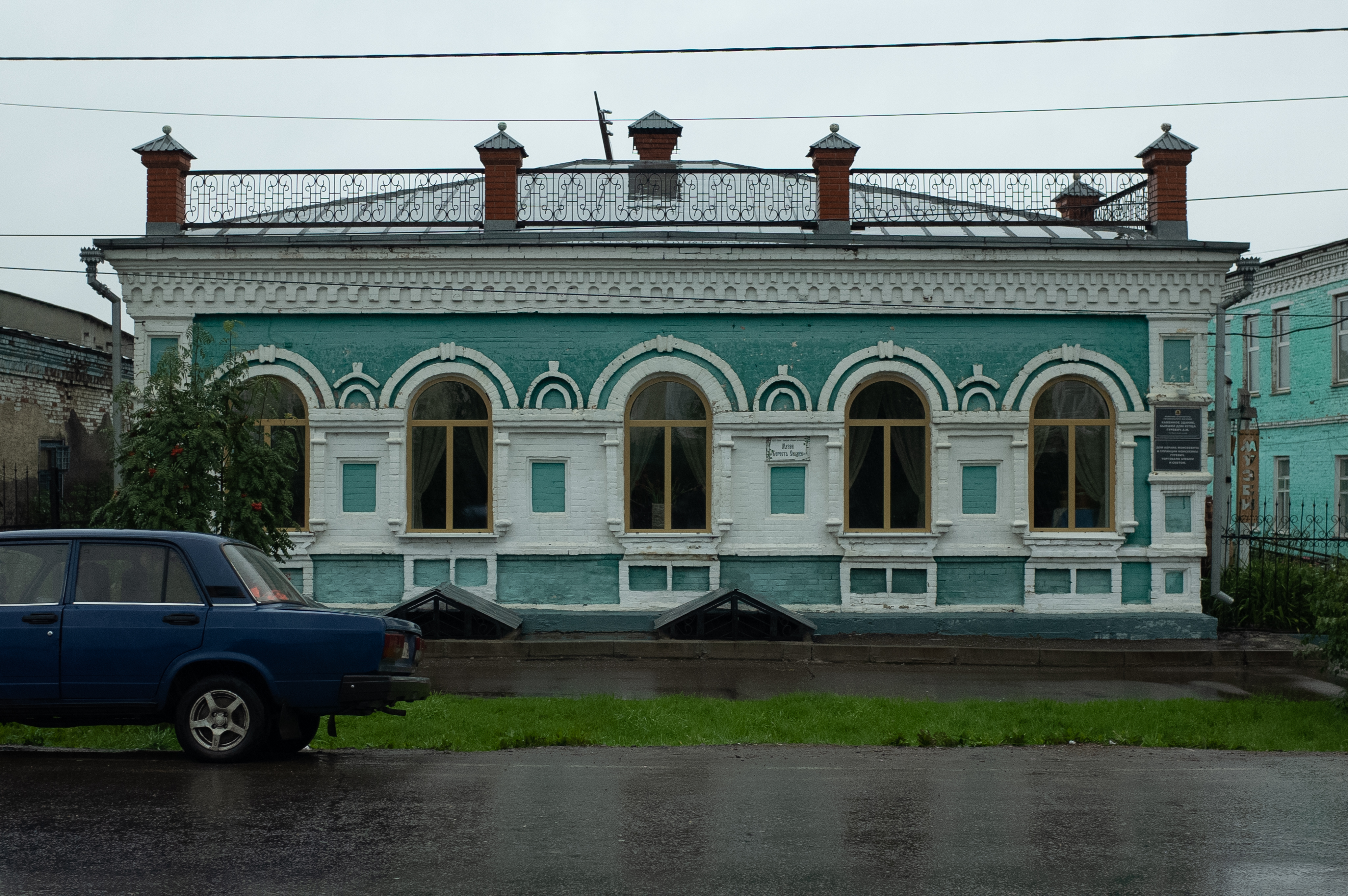
Музей берести
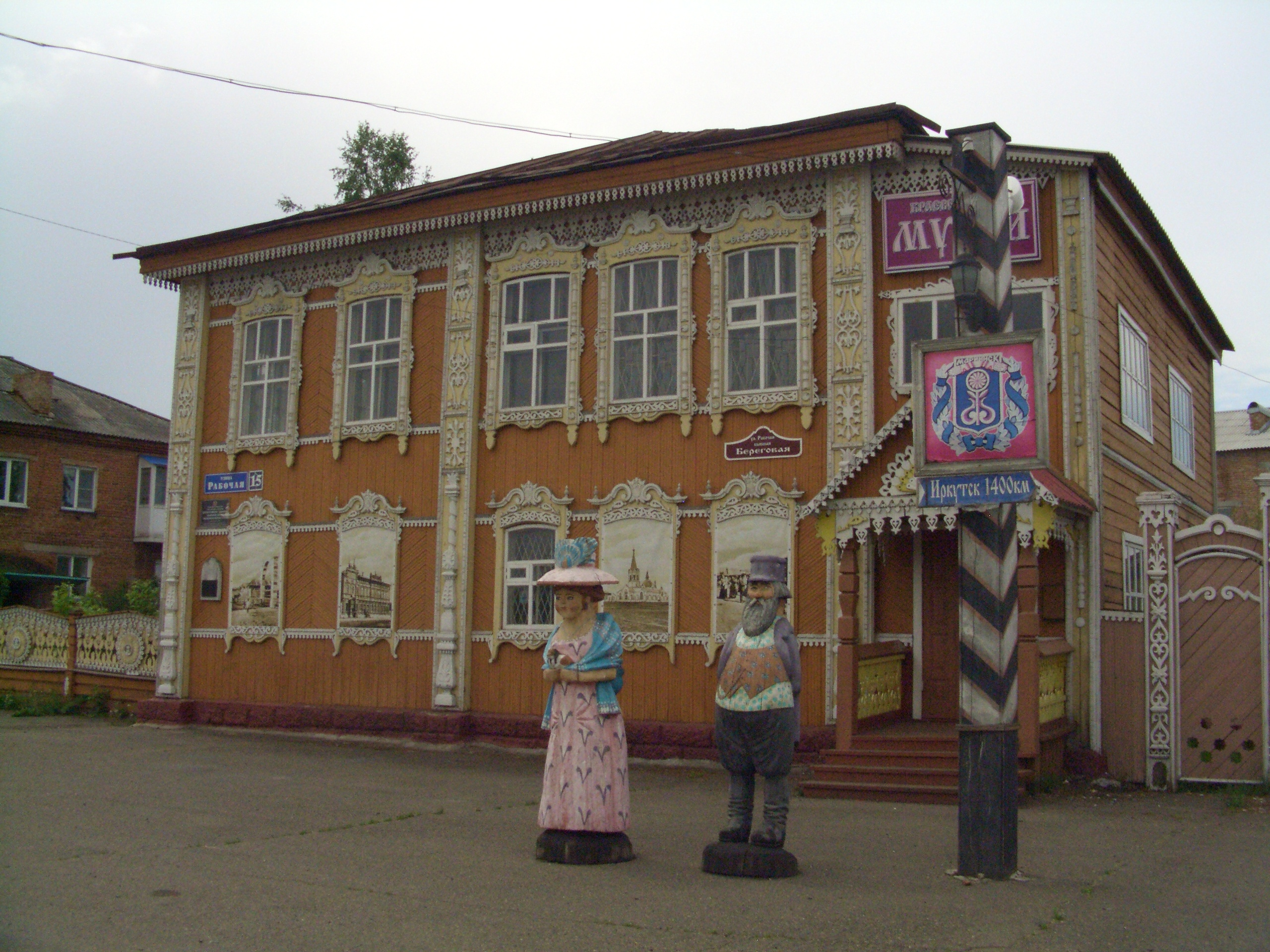
Краєзнавчий музей
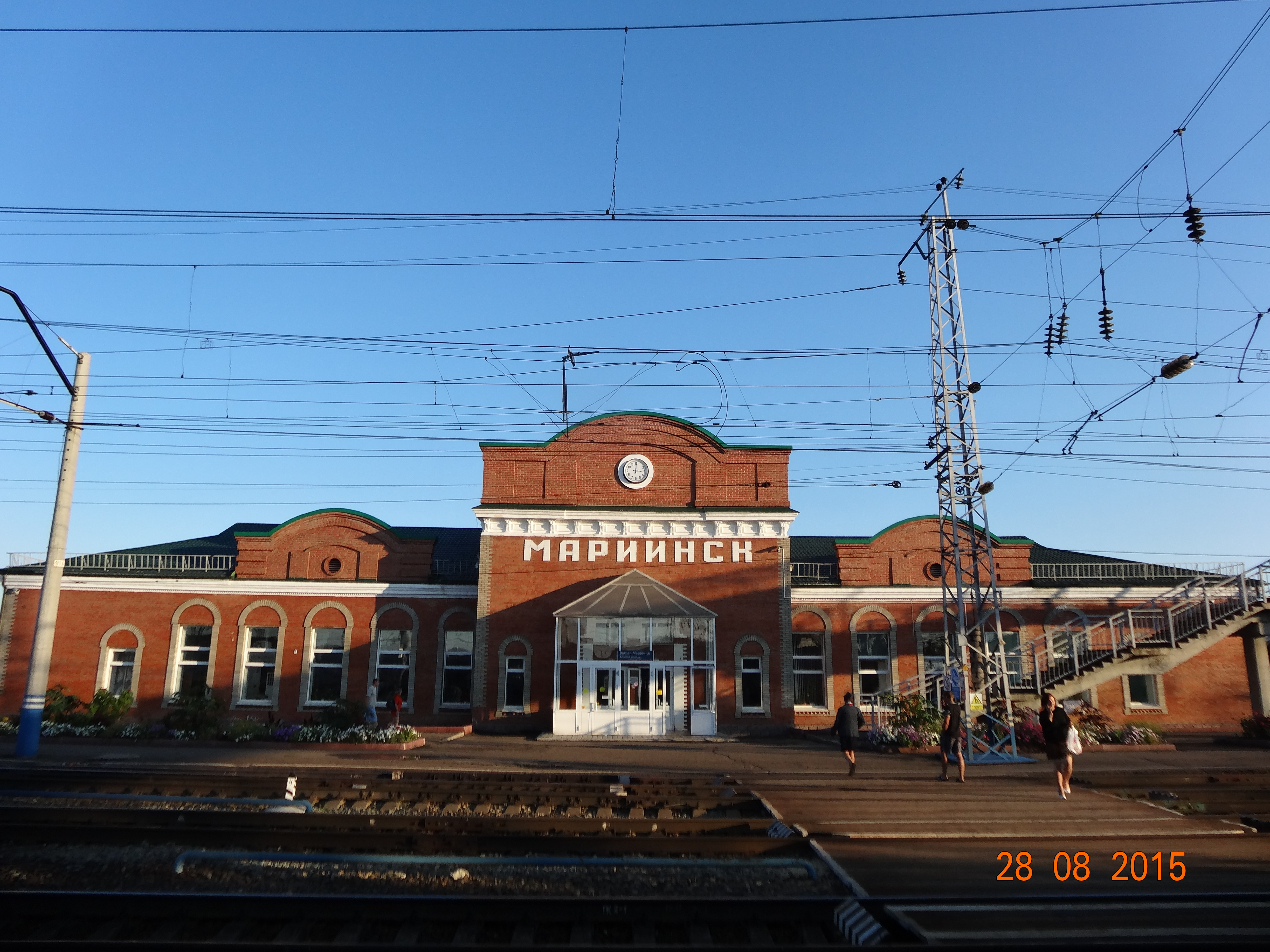
Залізничний вокзал
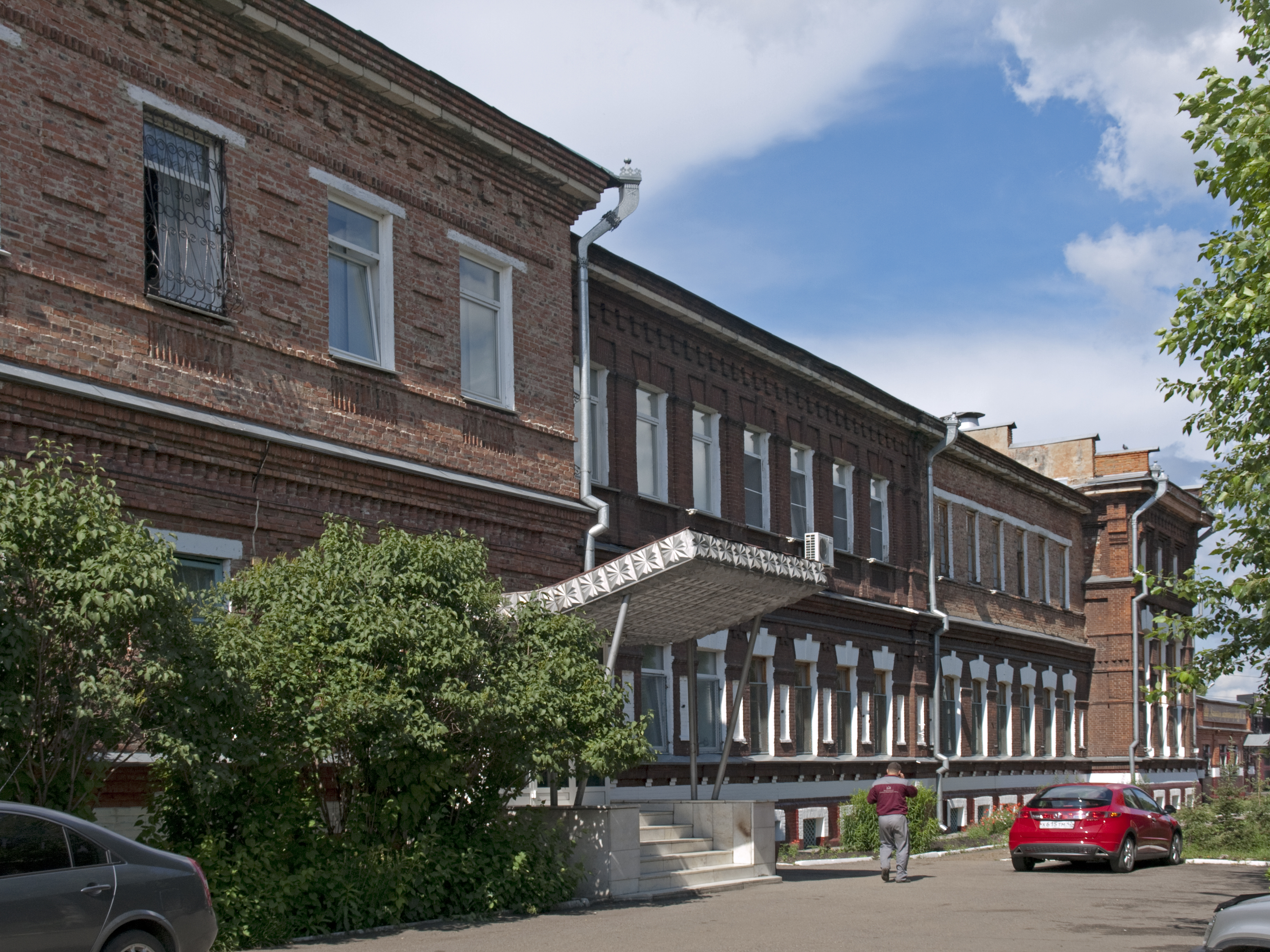
Лікеро-горілчаний завод